# Haspel (Utrechtse Heuvelrug)
Haspel is een buurtschap in de gemeente Utrechtse Heuvelrug en de gemeente Veenendaal, in de Nederlandse provincie Utrecht. Het is gelegen tegen de bebouwde kom van Veenendaal; aan de weg naar Overberg. Voor de postcodes valt de buurtschap deels onder Veenendaal en deels onder Overberg.